# Pekka Ahmavaara
Pekka Ahmavaara (né Aulin le 28 octobre 1862 à Ylitornio – mort le 26 décembre 1929 à Oulu) est un homme politique et député finlandais